# Agnieszka Wolny-Hamkało
Agnieszka Wolny-Hamkało (née en 1979 à Wrocław) est une poétesse, écrivaine, dramaturge, journaliste et performeuse polonaise. Après sa première publication en 1999, son écriture évolue de manière significative au cours des années, passant d'une phrase longue et dense vers une expression plus concise, la narration et l'esthétique du camp emportent sur le psychologisme et l'analyse. Les thèmes récurrents dans sa poésie sont le rêve, la ville, l'amour, les marges esthétiques et sociétaux, le féminisme.
Agnieszka Wolny-Hamkalo est également autrice de plusieurs romans et livres jeunesse, chroniqueuse dans plusieurs revues littéraires et culturelles en Pologne, et autrice des pièces de théâtre. Aussi chercheuse, elle travaille la question de l’esthétique du camp dans la littérature et l'art.

## Biographie
Ses œuvres comprennent 5 romans, 10 recueils de poésie, 4 livres-jeunesse et une collection d'esquisses littéraires. Wolny-Hamkało est également engagée dans la recherche de jeunes talents dans le domaine de la nouvelle, et a publié en tant qu'éditrice et directrice de la collection 5 volumes de nouvelles d'auteurs émergents. Aussi dramaturge, elle est autrice de plusieurs pièces de théâtre, présentées sur scène par les théâtres de, entre-autres, Kielce, Varsovie, Cracovie et Wrocław. En novembre 2016, sa pièce Dzień dobry, wszyscy umrzemy (Bonjour, nous mourrons tous) a été réalisé pour une émission télévisée animée par Joanna Kaczmarek.
Agnieszka Wolny-Hamkało a animé des programmes consacrés aux livres sur TVP1 (2009-2011) et TVP Kultura (2008). Entre 2013 et 2014, elle est rédactrice adjointe du mensuel littéraire Chimera. Directrice de programmation du Festival international des histoires courtes à Varsovie, elle collabore régulièrement en tant que chroniqueuse de littérature et l'art contemporain avec les revues culturelles telles que Przekrój, Przegląd ou Polityka. 
En tant que performeuse, elle a présenté des projets, entre autres, au CSW, la galerie Manhattan à Łódź, la galerie Entropia à Wrocław, le club de musique et arts performatifs Mózg à Bydgoszcz, le musée Pan Tadeusz (Le Test de Turing) et l'Académie des Beaux-Arts à Gdańsk.
Ses poèmes ont été traduits en quinze langues étrangères, dont l'allemand, le japonais, le suédois, l'espagnol, le français, l'hindi et l'anglais. Nommée pour le prix littéraire Gdynia, le prix de médias publics Cogito, et le IBBY Polish Section Award (mention spéciale IBBY pour Nikt nas nie upomni (« Personne ne nous le corrigera »). En 2019, elle remporte le prix PS IBBY pour Lato Adeli (« l'été d'Adela »). Elle est aussi lauréate du prix de l'Association des écrivains polonais, et boursière du Literarisches Colloquium Berlin.
Depuis 2020, elle organise des séminaires interdisciplinaires en sciences humaines à Wrocław. Chercheuse à l'Institut littéraire de l'Académie Polonaise des Sciences où elle travaille l'esthétique du camp de la nouvelle poésie polonaise.

## Publications

### Poésie
- Mocno poszukiwana, éditions Atut, 1999.
- Lonty, éditions L-L. Wróblewski na zlecenie Stowarzyszenia Pisarzy Polskich, 2001.
- Gospel, éditions Biuro Literackie 2004.
- Ani mi się śni, éditions Biuro Literackie, 2005.
- Spamy miłosne, éditions Wydawnictwo a5, 2007.
- Nikon i leica, éditions WBPiCAK, 2010.
- Borderline, éditions EMG, 2013.
- Występy gościnne, éditions Igloo, 2014.
- Panama smile, éditions WBPiCAK, 2017.
- Zerwane rozmowy, éditions Warstwy, 2019 - anthologie de la poésie.
- Raster Lichtensteina, éditions Warstwy, 2021.
- Wiersze o pojęciach, éditions Convivo, 2023.
- Dla Twojej córki. Fraszki, éditions Warstwy, 2024.

### Romans
- Zaćmienie, éditions Czarne, 2013.
- 41 utonięć, éditions Iskry, 2015.
- Moja córka komunistka, éditions W.A.B. 2018.

### Littérature jeunesse
- Nochal czarodziej, dessins de Adam Wajda, éditions Wydawnictwo Format 2007.
- Rzecz o tym, jak paw wpadł w staw, dessins de Józef Wilkoń éditions Hokus-Pokus 2011.
- Nikt nas nie upomni, dessins de Ilona Błaut, éditions Hokus-Pokus 2016.
- Lato Adeli, dessins de Agnieszka Kożuchowska, éditions Hokus-Pokus 2019.
- Po śladach, éditions Hokus-Pokus 2021.

### Théâtre
- Dzień dobry wszyscy umrzemy, 2015.
- Nad rzeką, której nie było, 2018.
- Wichrowe Wzgórza non fiction, 2018.
- Wyzwolenie: Królowe, 2019.
- Leśni. Apokryf, 2019.
- Alicja, 2021.
- Niewolnica Isaura, 2022.
- Niebieska linia, 2022.

### Traductions en français
- Agnieszka Wolny-Hamkało. Invitée spéciale : poèmes (Fumée ; à l'arrêt de bus ; Asie ; une note ; sable) [dans :] La Sarrazine, numéro 22, A.I.C.L.A, Paris 2022.
- Agnieszka Wolny-Hamkało : une voix poétique polonaise (une histoire vraie ; flashmob ; mandala ; fenêtre météorologique ; Principe de Mach) [dans :] Recours au poème, numéro 220 mai-juin 2023, en ligne.
- Babel polonais (poème Cille) [dans :] Place de la Sorbonne. Revue internationale de poésie de Sorbonne Université, numéro 12, Sorbonne Université Presses, Paris 2023.